# Parthský monument v Efesu

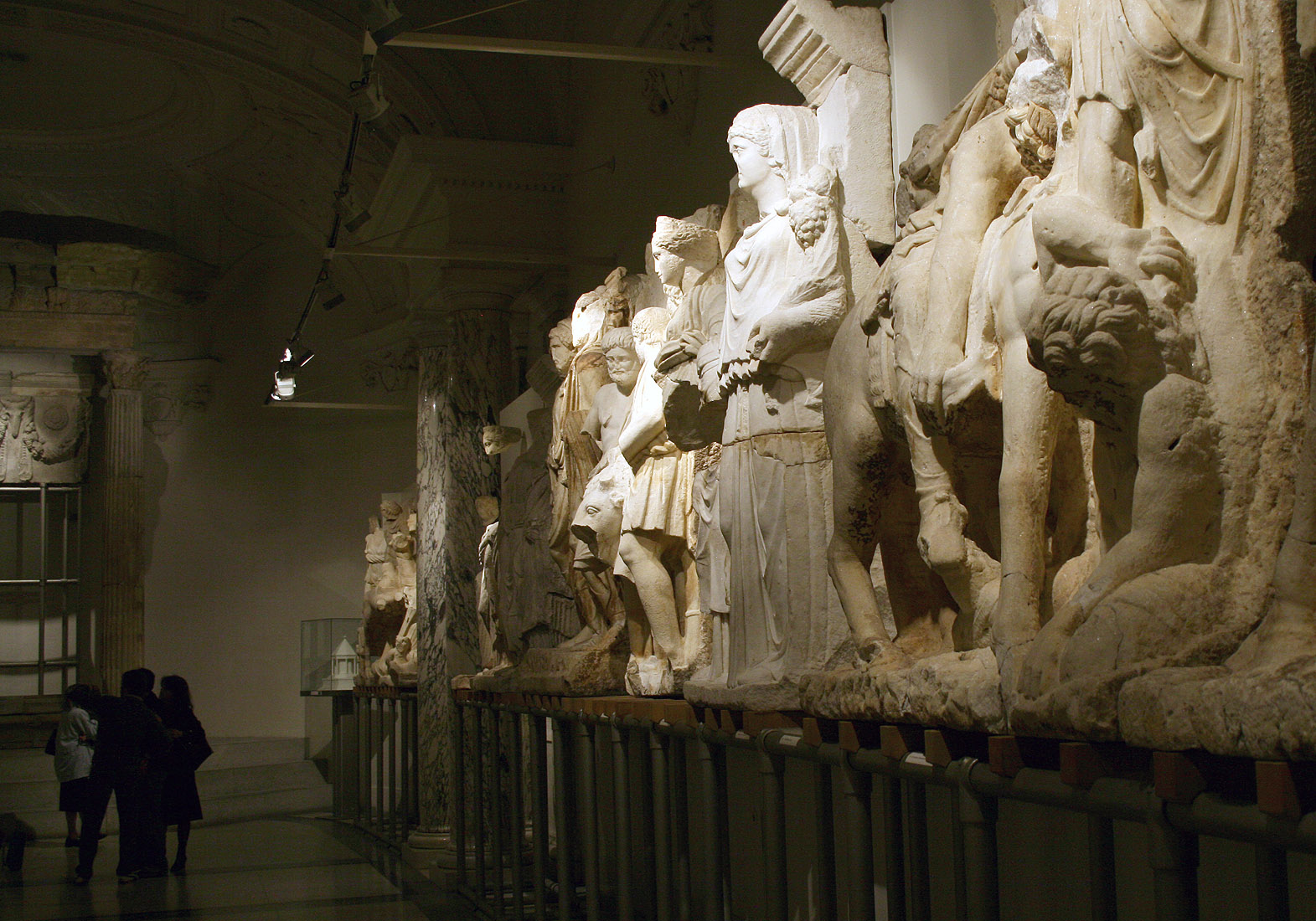
Reliéfy parthského monumentu v Muzeu Efesu ve Vídni

Parthský monument v Efesu je jednou z nejdůležitějších památek z římského období, které byly kdy postaveny na území Malé Asie. Byl vybudován u příležitosti vítězství Říma v parthských válkách, které probíhaly v letech 161 – 165, jako připomínka císaře Lucia Vera, jenž vedl římskou armádu v bojích a jehož hlavním stanem v období těchto válek byl právě Efesos. Cílem jeho vojenského výpravy bylo zajistit bezpečnost bohatých blízkovýchodních římských měst, která byla v té době pod neustálou hrozbou parthských útoků a nájezdů loupeživých Arabů, a také znovu získat klientské království Arménii. Jeho pozůstatky se od roku 1978 vystavují v prostorách vídeňského novobarokního zámku Hofburg v Muzeu Efesu (Ephesos Museum), a to jako součást kolekce řeckých a římských starožitností uměleckohistorického muzea.

## Popis monumentu

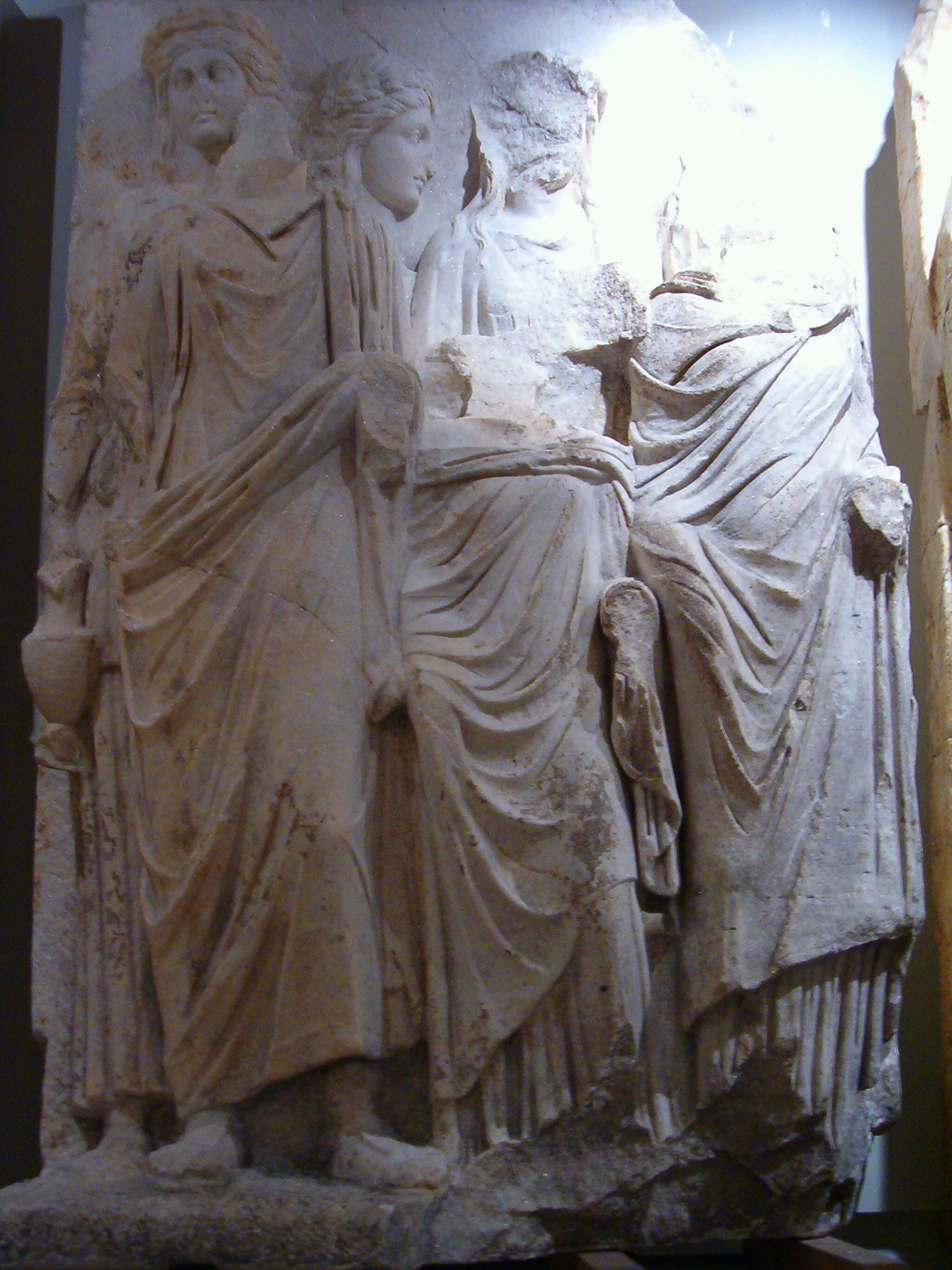
Ženské postavy

Předpokládá se, že původní památník měl formu monumentálního oltáře o půdorysu písmene U, který s sobě skrýval menší, obětní oltář. Vnější zdi byly zdobeny asi 70 metrů dlouhým figurálním vlysem, z nějž se do dnešní doby dochovalo ve sbírkách vídeňského Muzea Efesu asi 40 metrů. Jeho vznik bývá datován po roce 169. V nedávné době byly při výzkumech poblíž knihovny konzula Gaia Iulia Celsa Ptolemana objeveny pozůstatky monumentálního oltáře. Předpokládá se, že mohly tvořit právě základy Verova parthského monumentu.
Reliéfy byly vytvořeny v živém barokním stylu napodobujícím helénistické baroko monumentálního attalovského oltáře boha Dia v Pergamu ze 2. století př. n. l., který se nachází nepříliš daleko od Efesu. Jejich podstatná část zobrazuje a oslavuje triumf římské armády nad barbary z východu. Zbylá část reliéfu se soustředí na zobrazení slávy vládnoucího císařského rodu. Císař Lucius Verus je oslavován na sérii celkem pěti reliéfních scén: první zobrazuje jeho adopci Antoninem Piem roku 138, na druhé je zobrazen v bitvě, na třetí je znázorněn jako císař s personifikacemi nejdůležitějších měst římského císařství, na čtvrtém sedí na trůně obklopen božstvy a pátý reliéf představuje jeho apotheosu. Všechny panely reliéfu a jejich fragmenty byly nalezeny v sekundárním či terciárním využití. Tím je také obtížnější snaha o rekonstrukci původního vzhledu jak reliéfu, tak i celého monumentu.
Kromě oslavy císaře Lucia Vera byla účelem parthského monumentu také snaha zakořenit oslavu vládců ze vzdáleného Říma ve zdejším východním kontextu. Jinými slovy se oltář snaží svým stylem, formou a také zobrazením vítězných vojenských scén, která jsou pro místní obyvatele příslibem ochrany před nebezpečím, asimilovat mezi těmito lidmi dojem římské nadvlády a vlivu na dění v provinciích, Efesos nevyjímaje. Dalším účelem monumentu je oslava Efesu, jako slavného města, jenž má významné postavení nejen na východě, ale i v celé římské říši. Podobný účel má i reliéf Vibia Salutara, nacházející se v samotném městě.

## Scény monumentu

### Adopce

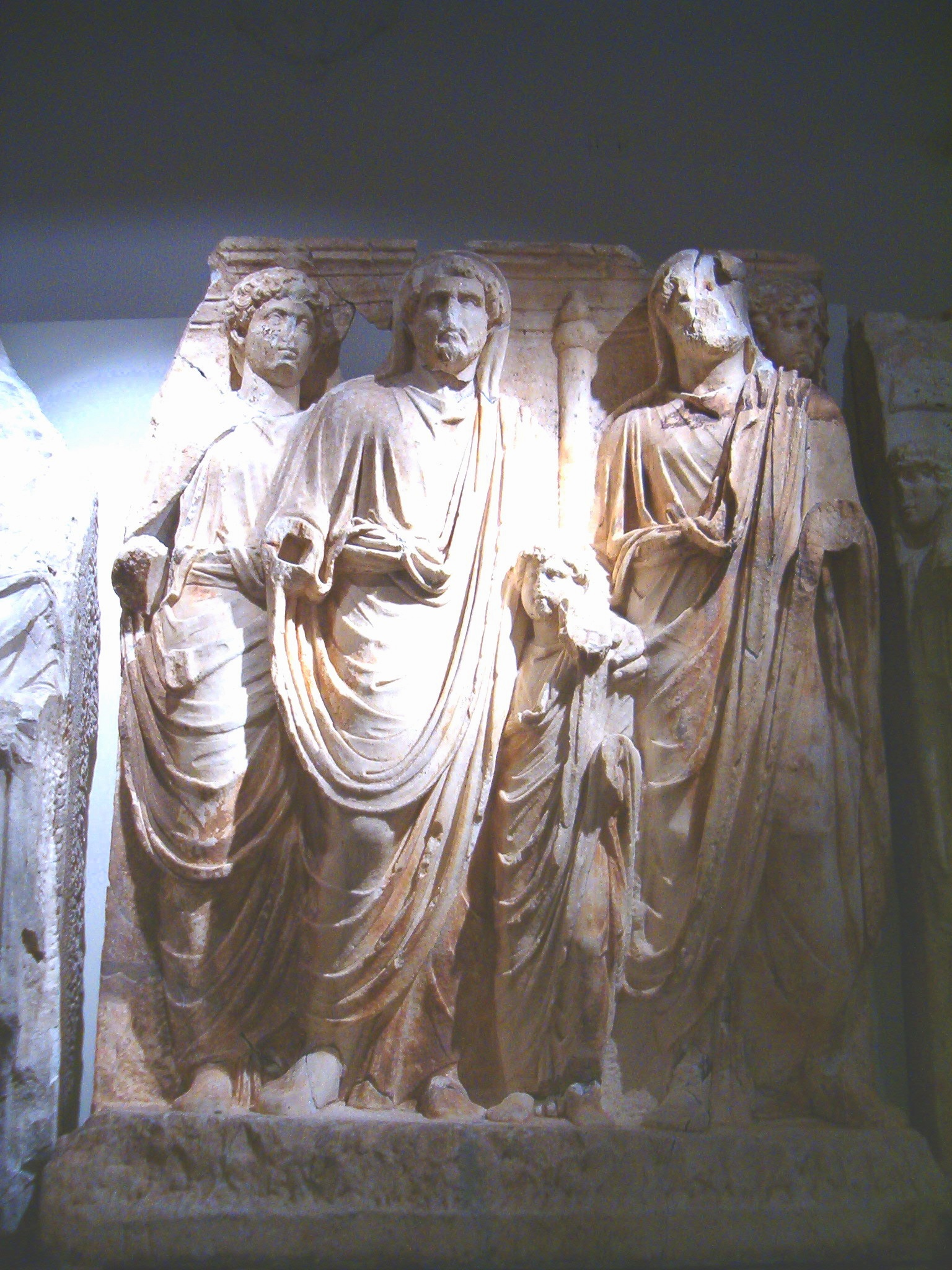
Scéna adopce

Tento reliéf se skládá celkem z pěti panelů, přičemž jeho nejdůležitější a zároveň nejzachovalejší část, široká 150 cm, je umístěna uprostřed, na třetím panelu. Jedná se o dynastickou scénu, jenž má připomínat adopci císařů. Císař Hadrianus (postava vpravo) během své vlády adoptoval Antonina Pia (postava uprostřed), a ten následně adoptoval sedmnáctiletého Marca Aurelia (postava vlevo) a osmiletého Lucia Vera (menší postava uprostřed). Za Hadrianovým levým ramene vyhlíží hlava, jež pravděpodobně představuje ochranného ducha Aelia Vera, otce Lucia Vera. Hadrianus má poškozenou hlavu a stejně jako Antoninus Pius ji má zahalenou do cípu pláště. Druhý jmenovaný je zobrazen jako vousatý muž v pokročilém středním věku s hluboce posazenýma očima. Marcus Aurelius je znázorněn s mladistvým obličejem, typickými kudrnatými vlasy a velkýma očima.
Kunsthistorik Elsner Jaś se domnívá, že „tichá frontalita této scény je poněkud dřívější, než přísný důraz na frontální zobrazení v umění římského principátu, jenž je zřejmý zejména během vlády dynastie Severovců a jejich následovníků.“ Dále uvádí domněnku, „že se jedná o záměrně zvolené stylistické vyjádření, jehož účelem bylo vytvořit dojem na jeho pozorovatele v provinciálním kontextu.“
V souvislosti s touto důležitou státní událostí bylo prováděno obětování býka, kterého se účastnila císařská rodina i dvorští hodnostáři a které je znázorněno na čtvrtém panelu zleva. Na ostatních třech panelech jsou zobrazeny stojící postavy v pláštích přihlížející celému ceremoniálu. Oba okrajové panely se do dnešní doby dochovaly jen v několika fragmentech.

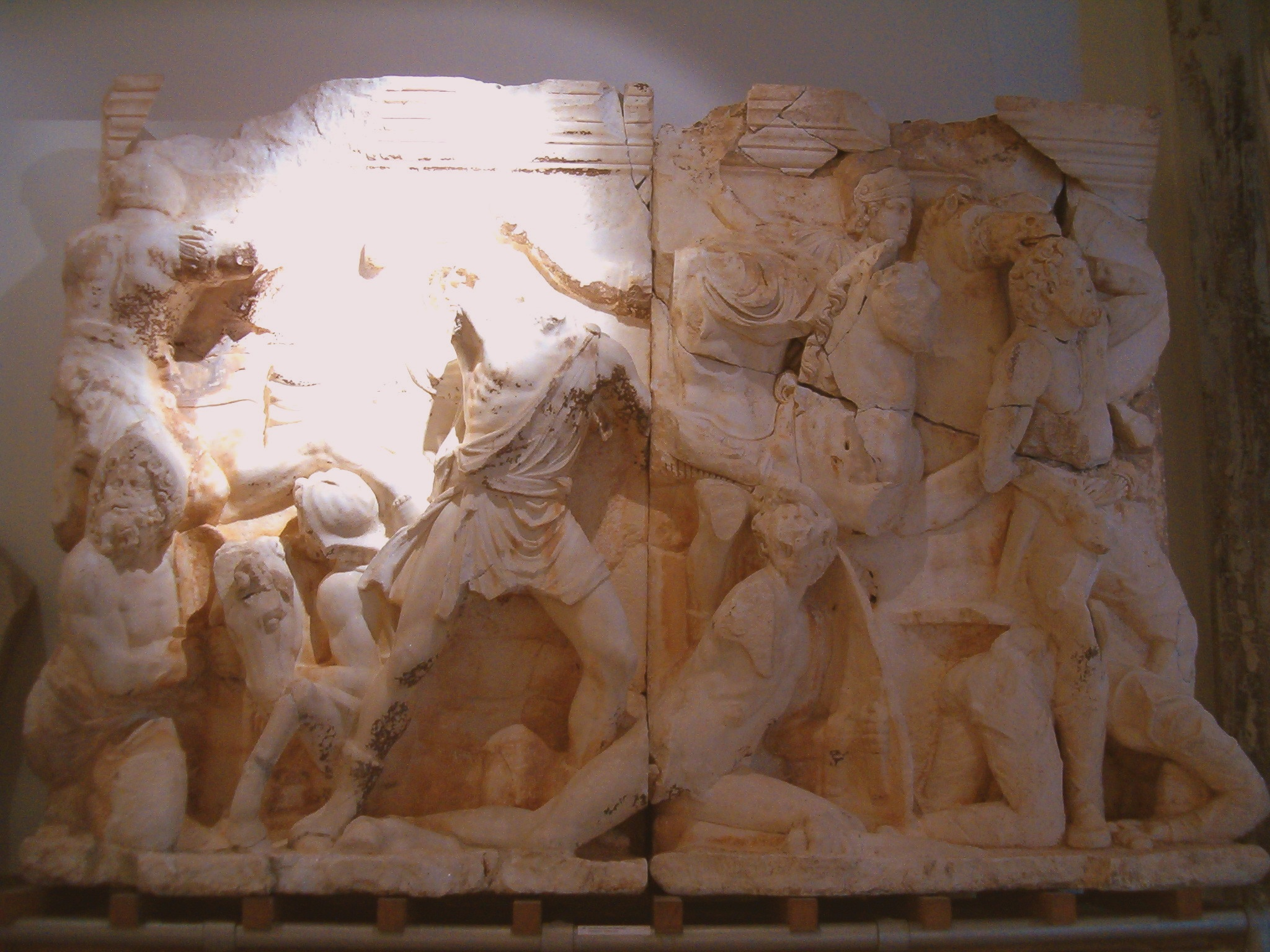
Válečná scéna

### Bitevní scéna
Ústřední událostí celého parthského monumentu je bitva mezi Římany a barbary (Parthy), tvořená celkem sedmi panely. Účastníci na sebe útočí pěšky, na koni i z bojových vozů. Celá scéna je plná divokých vojenských srážek. Mrtví a ranění leží pod nohama obou bojujících stran po celém bojišti. Na této části parthského monumentu je nejvíce patrný vliv barokního helénistického stylu reliéfů z Diova oltáře v Pergamu, pocházejících z 1. poloviny 2. století př. n. l. Na ústředním, nejlépe dochovaném, panelu o šířce 146 cm je znázorněn římský voják stojící před postavou řehtajícího koně. Na sobě má krátký chitón, helmu a boty. V jedné ruce drží štít a druhá, držící meč, je pozvednutá a chystá se s ním zasáhnout postavu barbara, který padl na kolena. Na jiném dobře zachovalém panelu, nacházejícím se v levé části scény, je znázorněn mrtvý parthský bojovník, jehož bezvládné tělo leží na hřbetu stojícího koně.

### Apotheosa Lucia Vera

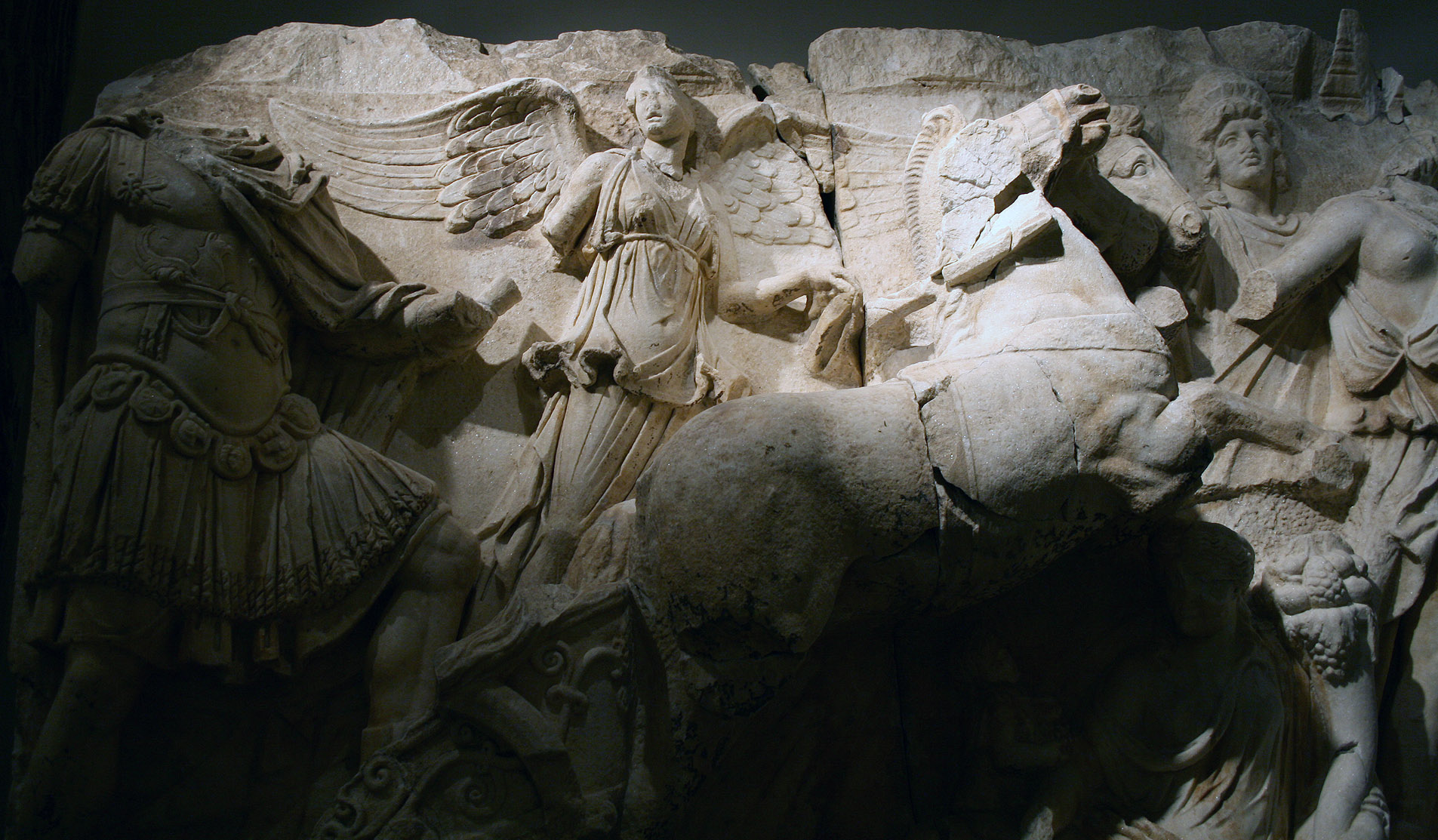
Apotheosa Lucia Vera

Tato scéna je tvořena dvěma reliéfními panely o celkové délce 306 cm. Představuje apotheosu (přijetí na nebesa) císaře Lucia Vera, který byl zbožštěn po své smrti roku 169. Tímto aktem, provedeným z příkazu senátu, se stal státním bohem. Centrálním motivem scény je tedy sám císař Lucius Verus ve vojenském oděvu jedoucí na čtyřspřeží slunečního boha Sola stoupajícím vzhůru na Olymp. Jeho vůz je doprovázen okřídlenou bohyní vítězství – Victorií. Bůh Sol je zobrazen na pozadí celé kompozice a na hlavě má sluneční korunu. Před čtyřspřežím stojí bohyně Virtus, představující personifikaci vojenských ctností a držící koně za jejich otěže. Obě ženské bohyně, Victoria a Virtus, zde odkazují na císařovo vítězství v parthských válkách. Kromě výše uvedených božstev je zde zobrazena i Tellus, bohyně plodnosti a úrody. Tato postava sedí na scéně pod čtyřspřežím a v ruce drží roh hojnosti přetékající ovocem. Její přítomnost symbolizuje prosperitu římského císařství v době vlády Lucia Vera a jeho spoluvládce Marca Aurelia. Na kratším panelu napravo od scény přihlížejí apotheose další dvě mužská božstva, která jsou zobrazena v pohybu. První a výraznější postavou je Hélios znázorněný ve vlajícím oděvu podpásaném pod hrudí s dlouhými kadeřemi a nimbem nad hlavou. Nalevo od něj se v pozadí pohybuje Apollón s divoce vlajícím pláštěm.
Podobný motiv vozu stoupajícího vzhůru je také na další části celé scény. Zde však není vyobrazen císař Lucius Verus, ale ženská bohyně interpretovaná jako Artemis nebo Seléné. Tato postava na čtyřspřeží byla taktéž považována za císařovnu Lucillu, avšak taková identifikace není ničím podložená, jelikož postavě chybí hlava. Schéma celé scény je podobné schématu apotheosy. Kromě bohyně se na ní nachází další čtyři postavy. První se vznáší s vlajícím pláštěm nad čtyřspřežím, další mužská postava leží pod nohama koní a poslední, pravděpodobně žena, stojí před koňmi.

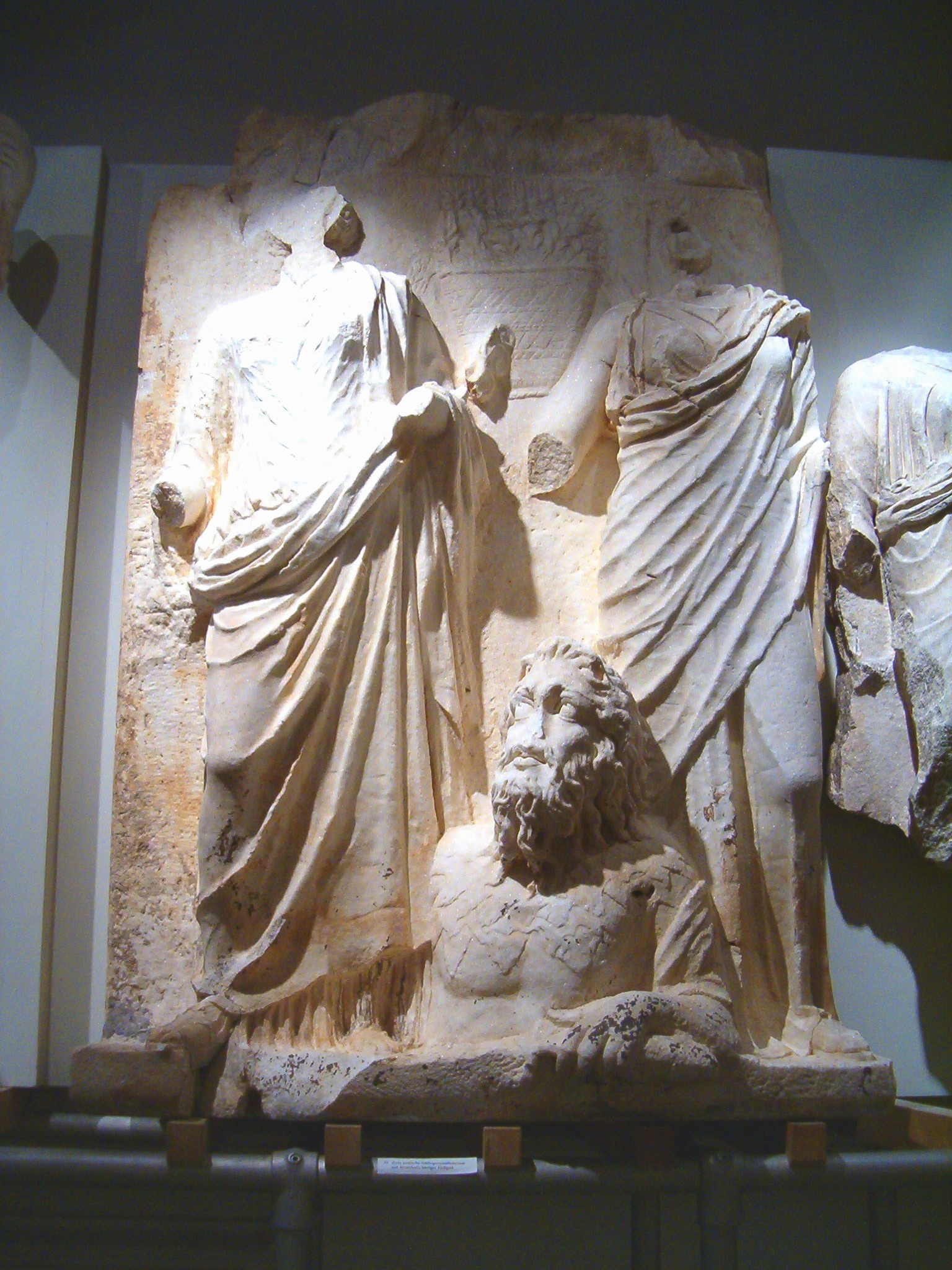
Personifikace města Apameia a Zeugma

### Shromáždění bohů a personifikace měst s císařem

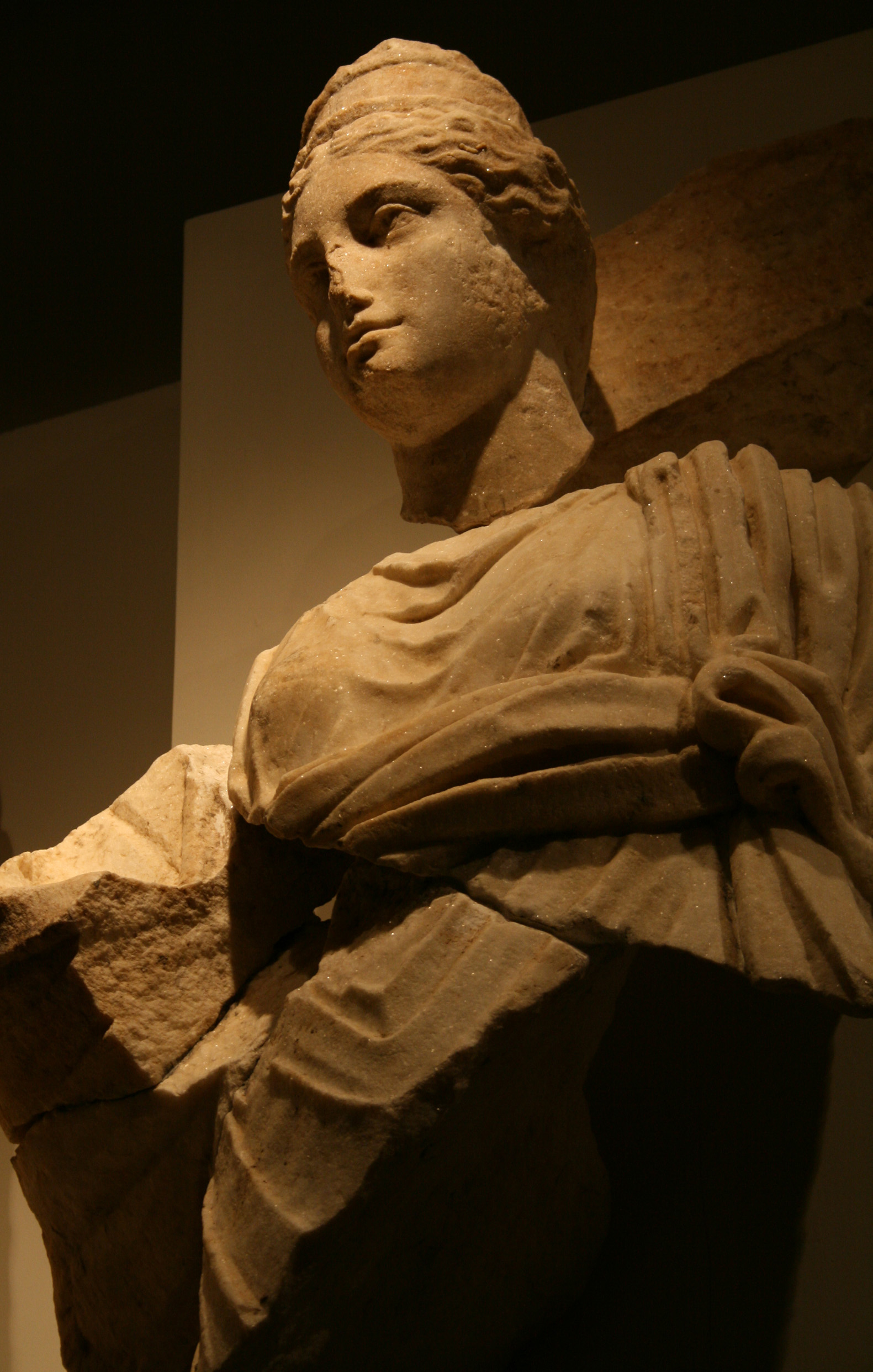
Vibia Sabina

Shromáždění bohů a personifikace měst s císařem jsou nejhůře dochované části parthského monumentu, jež se zachovaly v hodně fragmentární podobě. Shromáždění bohů se skládalo celkem ze šesti panelů. Na pěti z nich byla zobrazena jedna sedící a dvě stojí postavy. Na třetím zleva se pravděpodobně nacházely tři stojící postavy a jedna, která jim ležela u nohou. Jediná jeho postava, jež se dochovala včetně hlavy a bývá označována jako bohyně Afrodita. Z tohoto panelu se zachovala největší část, i když značně poškozená. Na dalších dvou větších zachovalých fragmentech se nachází část sedící mužské postavy a část stojící ženské postavy.
Scéna shromáždění personifikací měst představuje skupinu fragmentárně dochovaných postav, v jejímž středu je zobrazen stojící císař Lucius Verus ve zbroji. Bezpečně lze identifikovat panel se dvěma ženskými postavami, jež představují města Apameia a Zeugma. Pod nimi se jakoby vynořuje horní polovina nahé vousaté mužské postavy, která bývá interpretována jako řeka Eufrat. Na dalších fragmentech lze rozpoznat portréty dvou členek císařské rodiny – Vibie Sabiny a Faustiny Maior. Poslední dobře identifikovatelnou postavou je Amazonka, k jejíž hlavě přiléhá dochovaná část pozadí reliéfu s hvězdou a měsícem.